# Адміністративний устрій Куп'янського району
Адміністративний устрій Куп'янського району — адміністративно-територіальний поділ Куп'янського району Харківської області на 3 сільські громади та 5 сільських рад, які об'єднують 70 населених пунктів та підпорядковані Куп'янській районній раді. Адміністративний центр — місто Куп'янськ, що є містом обласного значення і до складу району не входить.

## Список громадКуп'янського району
| № | Назва                            | Центр            | Населені пункти | Площа км² | Місце за площею | Населення (2001), чол. | Місце за населенням |
| - | -------------------------------- | ---------------- | --- | --------- | --------------- | ---------------------- | ------------------- |
| 1 | Кіндрашівська сільська громада   | c. Кіндрашівка   | c. Василівка c. Велика Шапківка c. Вишнівка c. Вовчий Яр c. Голубівка c. Гусинка c. Дорошівка c. Єгорівка c. Калинове c. Кіндрашівка c. Ковалівка c. Курочкине c. Мала Шапківка c. Миколаївка Друга c. Миколаївка Перша c. Московка c. Нечволодівка c. Паламарівка c. Прилютове c. Просянка c. Радьківка c. Самборівка c. Селище c. Смородьківка c. Соболівка c. Тищенківка c. Цибівка |           |                 |                        |                     |
| 2 | Курилівська сільська громада     | c. Курилівка     | c. Глушківка c. Колісниківка c. Кругляківка c. Курилівка c. Новоосинове c-ще Піщане c. Подоли |           |                 |                        |                     |
| 3 | Петропавлівська сільська громада | c. Петропавлівка | c. Берестове c. Затишне c. Іванівка c. Кислівка c. Котлярівка c. Крохмальне c. Кучерівка c. Миколаївка c. Нова Тарасівка c. Орлянка c. Петропавлівка c. Піщане c. Синьківка c. Степова Новоселівка c. Табаївка c. Ягідне |           |                 |                        |                     |

## Список радКуп'янського району(з 2019 року)
| № | Назва                          | Центр           | Населені пункти                                                                              | Площа км² | Місце за площею | Населення (2001), чол. | Місце за населенням |
| - | ------------------------------ | --------------- | -------------------------------------------------------------------------------------------- | --------- | --------------- | ---------------------- | ------------------- |
| 1 | Грушівська сільська рада       | c. Грушівка     | c. Грушівка c. Благодатівка c. Василівка c. Садове                                           |           |                 |                        |                     |
| 2 | Лісностінківська сільська рада | c. Лісна Стінка | c. Лісна Стінка c. Біле c. Воронцівка c. Синиха c. Хомине                                    |           |                 |                        |                     |
| 3 | Осинівська сільська рада       | c. Осиново      | c. Осиново c. Болдирівка c. Осадьківка c. Пойдунівка c. Прокопівка c. Стінка c. Тамарганівка |           |                 |                        |                     |
| 4 | Пристінська сільська рада      | c. Пристін      | c. Пристін c. Сеньок                                                                         |           |                 |                        |                     |
| 5 | Сеньківська сільська рада      | c. Сенькове     | c. Сенькове                                                                                  |           |                 |                        |                     |

## Список радКуп'янського району(до 2019 року)
| №  | Назва                          | Центр            | Населені пункти                                                                                              | Площа км² | Місце за площею | Населення (2001), чол. | Місце за населенням |
| -- | ------------------------------ | ---------------- | --- | --------- | --------------- | ---------------------- | ------------------- |
| 1  | Вишнівська сільська рада       | c. Вишнівка      | c. Вишнівка                                                                                                  |           |                 |                        |                     |
| 2  | Глушківська сільська рада      | c. Глушківка     | c. Глушківка c. Колісниківка                                                                                 |           |                 |                        |                     |
| 3  | Грушівська сільська рада       | c. Грушівка      | c. Грушівка c. Благодатівка c. Василівка c. Садове                                                           |           |                 |                        |                     |
| 4  | Гусинська сільська рада        | c. Гусинка       | c. Гусинка c. Єгорівка c. Курочкине c. Самборівка                                                            |           |                 |                        |                     |
| 5  | Кислівська сільська рада       | c. Кислівка      | c. Кислівка c. Котлярівка c. Крохмальне c. Табаївка                                                          |           |                 |                        |                     |
| 6  | Кіндрашівська сільська рада    | c. Кіндрашівка   | c. Кіндрашівка c. Голубівка c. Калинове c. Мала Шапківка c. Московка c. Радьківка c. Соболівка c. Тищенківка |           |                 |                        |                     |
| 7  | Кругляківська сільська рада    | c. Кругляківка   | c. Кругляківка                                                                                               |           |                 |                        |                     |
| 8  | Курилівська сільська рада      | c. Курилівка     | c. Курилівка c. Новоосинове c-ще Піщане c. Подоли                                                            |           |                 |                        |                     |
| 9  | Лісностінківська сільська рада | c. Лісна Стінка  | c. Лісна Стінка c. Біле c. Воронцівка c. Синиха c. Хомине                                                    |           |                 |                        |                     |
| 10 | Моначинівська сільська рада    | c. Моначинівка   | c. Моначинівка c. Василівка c. Дорошівка c. Селище                                                           |           |                 |                        |                     |
| 11 | Нечволодівська сільська рада   | c. Нечволодівка  | c. Нечволодівка                                                                                              |           |                 |                        |                     |
| 12 | Осинівська сільська рада       | c. Осиново       | c. Осиново c. Болдирівка c. Осадьківка c. Пойдунівка c. Прокопівка c. Стінка c. Тамарганівка                 |           |                 |                        |                     |
| 13 | Петропавлівська сільська рада  | c. Петропавлівка | c. Петропавлівка c. Кучерівка c. Синьківка                                                                   |           |                 |                        |                     |
| 14 | Піщанська сільська рада        | c. Піщане        | c. Піщане c. Берестове                                                                                       |           |                 |                        |                     |
| 15 | Пристінська сільська рада      | c. Пристін       | c. Пристін c. Сеньок                                                                                         |           |                 |                        |                     |
| 16 | Просянська сільська рада       | c. Просянка      | c. Просянка c. Вовчий Яр c. Миколаївка Друга c. Миколаївка Перша c. Прилютове c. Цибівка                     |           |                 |                        |                     |
| 17 | Сеньківська сільська рада      | c. Сенькове      | c. Сенькове                                                                                                  |           |                 |                        |                     |
| 18 | Смородьківська сільська рада   | c. Смородьківка  | c. Смородьківка c. Велика Шапківка c. Ковалівка c. Паламарівка                                               |           |                 |                        |                     |
| 19 | Ягідненська сільська рада      | c. Ягідне        | c. Ягідне c. Затишне c. Іванівка c. Миколаївка c. Нова Тарасівка c. Орлянка c. Степова Новоселівка           |           |                 |                        |                     |